# Museo d'arte di Tel Aviv
Il Museo d'arte di Tel Aviv è un museo d'arte situato a Tel Aviv ed è stato fondato nel 1932: al suo interno ospita una collezione d'arte classica e contemporanea, oltre a pezzi di cultura israeliana.

## Storia e collezione
Il museo è stato fondato nel 1932 ed originalmente ospitato all'interno della casa di Meir Dizengoff, sindaco di Tel Aviv: successivamente, nel 1959, è stato trasferito in una sala dedicata ad Helena Rubinstein e nel 1971 definitivamente spostato all'interno della sede attuale; nel 1999 l'edificio ha subito dei lavori di ampliamento che hanno portato alla costruzione di una nuova ala e alla sistemazione del giardino.
La collezione del museo comprende opere dei più grandi artisti del XX secolo, in particolar modo quelli che si rifanno alle correnti del fauvismo, espressionismo, cubismo, futurismo, costruttivismo, surrealismo e impressionismo della scuola di Parigi: tra gli artisti esposti figurano Chaïm Soutine, Gustav Klimt, Vasilij Vasil'evič Kandinskij, Joan Miró e Pablo Picasso, in particolar modo con opere risalenti al periodo blu e alla sua ultima fase. Nel 1950 il museo si è arricchito della collezione Peggy Guggenheim, che raccoglie 36 opere di artisti astratti e surrealisti come Jackson Pollock, William Baziotes, Richard Pousette-Dart, Yves Tanguy, Roberto Matta e André Masson. Nel 1989 Roy Lichtenstein ha donato al museo un pannello murale esposto nell'atrio d'ingresso, mentre, nel 2011, un nuovo spazio espositivo di circa 19.000 metri quadrati, accoglie una sezione dedicata alle fotografie. Oltre alla collezione permanente, il museo ospita anche diverse mostre temporanee e nel giardino sono ospitate diverse sculture.